# 28823 Archibald
28823 Archibald è un asteroide della fascia principale. Scoperto nel 2000, presenta un'orbita caratterizzata da un semiasse maggiore pari a 2,5740638 UA e da un'eccentricità di 0,1063110, inclinata di 7,39527° rispetto all'eclittica.